# Trachea fuscogrisea
Trachea fuscogrisea là một loài bướm đêm trong họ Noctuidae.